# 裂苞粗距紫堇
裂苞粗距紫堇（学名：Corydalis eugeniae sp. fissibracteata）为罂粟科紫堇属下的一个亚种。

## 扩展阅读
- 維基物種上的相關：裂苞粗距紫堇